# Microsoft Train Simulator
Microsoft Train Simulator (также известный как MSTS) — железнодорожный симулятор для Microsoft Windows, выпущенный в июле 2001. Разработан британской компанией Kuju Entertainment.
19 января 2007 Microsoft заявила о начале разработки Train Simulator 2, который будет основан на платформе Microsoft Flight Simulator X. 23 января 2009 года Microsoft объявила о закрытии ACES Studio, разрабатывавшей  Flight Simulator и игру Train Simulator 2. Разработка Train Simulator 2 остановлена и завершена не будет.

## Об игре

### Предустановленные маршруты
В MSTS имеются 6 стандартных маршрутов:
- Линия Сеттл[англ.] — Карлайл (Великобритания)
- Инсбрук — Св. Антон (Австрия)
- Линия Хисацу (Япония)
- Перевал Марайас (США)
- Северо-Восточный коридор (США)
- Токио — Хаконе (Япония)

### Предустановленный подвижной состав (ПС)
Паровозы:
- LNER Class A3 4472 Flying Scotsman (Англия)
- Gölsdorf 380 (Австрия)

Дизельные локомотивы:
- BNSF Dash 9-44CW (США)
- BNSF GP38 (США)

Электрические локомотивы:
- Acela Express (США)
- HHP-8 Double Cab (США)

Моторвагонный ПС:
- KIHA 31 (Япония)
- Odakyu 2000 series (Япония)
- Odakyu 7000 series LSE (Япония)

### Дополнительные локомотивы
(доступны для бесплатного скачивания на официальном сайте игры)
- British Rail Class 50 (Англия)
- BNSF SD40-2 (США)

### ПС, управляемый компьютером
(недоступен для игрока)
Паровозы:
- LMS Royal Scot (Англия)
- GWR 4073 Pendennis Castle (Англия)
- Gölsdorf 310 (Австрия)

Дизельные локомотивы:
- Genesis [К. 1](США)
- BNSF SD40 (США)
- KiHa 140 (Япония)

Электрические локомотивы:
- E60 Metroliner (США)
- Odakyu 30000 series EXE (Япония)

Как и в других ЖД-симуляторах, в игру можно добавлять новые локомотивы, маршруты и объекты, скачанные с сайтов, посвящённых MSTS.

## Отзывы в прессе
| Сводный рейтинг       | Сводный рейтинг       |
| Агрегатор             | Оценка                |
| --------------------- | --------------------- |
| GameRankings          | 80,46 %               |
| Metacritic            | 84 / 100 (16 обзоров) |
| MobyRank              | 78 / 100              |
| Иноязычные издания    |                       |
| Издание               | Оценка                |
| AllGame               | [ 4 ]                 |
| CVG                   | 8 / 10                |
| Eurogamer             | 6 / 10                |
| GameSpot              | 8,2 / 10              |
| IGN                   | 8,0 / 10              |
| Русскоязычные издания |                       |
| Издание               | Оценка                |
| Absolute Games        | 85 %                  |
| «Домашний ПК»         | 72 / 100              |

## Комментарии
1. ↑  в игре является электрическим